# Orobanche amethystea
Orobanche amethystea – вид рослин родини вовчкові (Orobanchaceae).

## Опис
Багаторічна трав'яниста паразитична рослина, висотою від 10 до 45 сантиметрів. Не має власного хлорофілу і не бере участі в процесі фотосинтезу. Листя 15–20 мм, гострі. Період цвітіння починається в середині травня і суцвіття можна побачити до осені. Нерозгалужені стебла, приквітки і квіти фіолетові або пурпурні. Від 18 до 21 мм в довжину віночок білувато-фіолетовий. Капсули 6–8 мм.

## Поширення
Північна Африка: Алжир; Марокко. Західна Азія: Афганістан; Іран [зх.]. Європа: Велика Британія; Німеччина; Швейцарія; Албанія; Болгарія; Хорватія; Греція; Італія [вкл. Сардинія, Сицилія]; Сербія; Франція [вкл. Корсика]; Португалія; Гібралтар; Іспанія. Росте на луках і чагарниках; 0–1250 м.

## Галерея

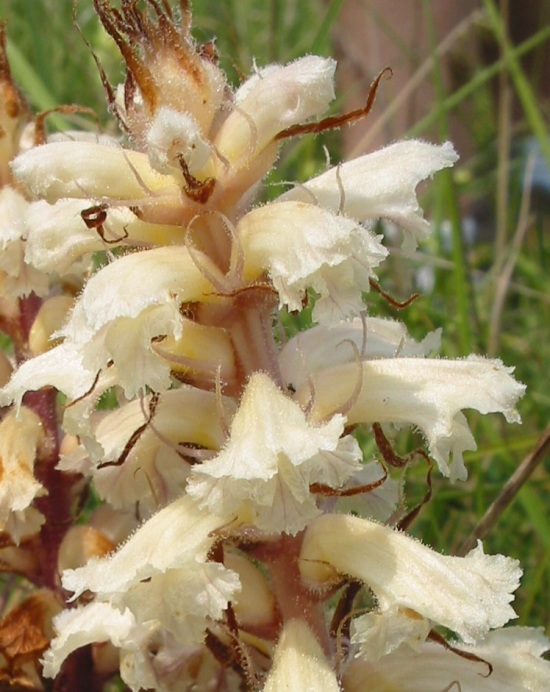
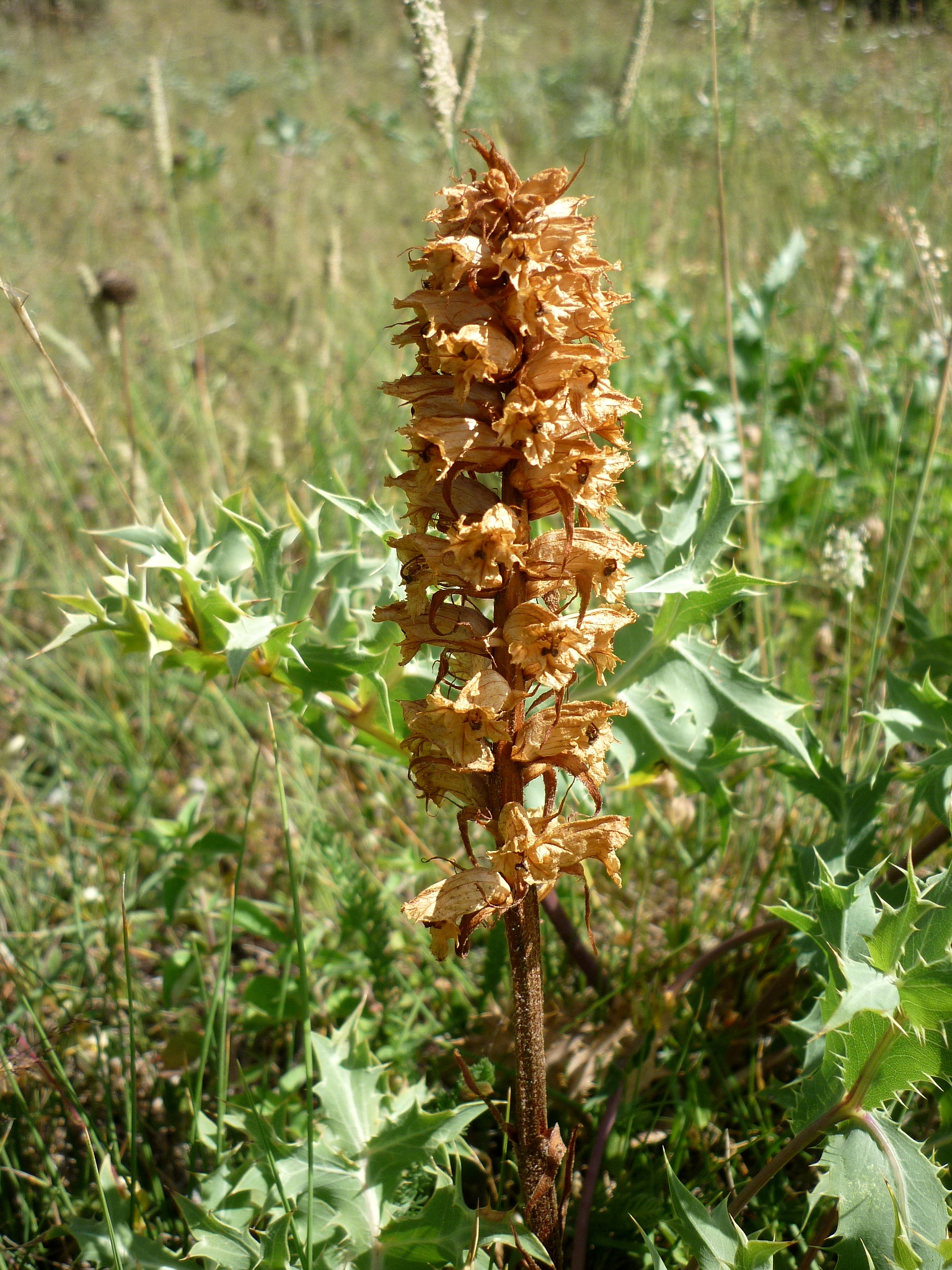